# Офіційні візити Президента Петра Порошенка 2017
Список офіційних закордонних візитів та робочих поїздок в межах України, зроблених 5-м Президентом України Петром Порошенком у 2017 році.

## 2017 рік
Список не включає поїздки, зроблені в межах міста Києва, де безпосередньо розташована резиденція Президента та його адміністрація, а також в аеропорт «Бориспіль», що знаходиться в Київській області.
Жовтим в списку окремо виділені закордонні візити.

### Травень
| Дата      | Країна чи область України | Місце                      | Деталі |
| --------- | ------------------------- | -------------------------- | --- |
| 16 травня | Мальта                    | Аттард, Валлетта, Флоріана | Президент України провів переговори з Президентом Мальти, Прем'єр-міністром Мальти та Спікером Палати представників парламенту Мальти. Президент вшанував пам'ять військових, які загинули у Першій та Другій світових війнах. |
| 17 травня | Франція                   | Страсбург                  | Петро Порошенко взяв участь в урочистій церемонії підписання рішення ЄС про запровадження безвізового режиму для громадян України. Президент зустрівся з Президентом Європейської народної партії Жозефом Долем та Головою політичної групи ЄНП в Європейському Парламенті Манфредом Вебером. Петро Порошенко провів зустріч з Президентом Європейського Парламенту Антоніо Таяні. |
| 20 травня | Німеччина                 | Гранзе                     | Петро Порошенко провів зустріч з Ангелою Меркель. Президент вшанував пам'ять в'язнів концтабору Заксенгаузен. |
| 24 травня | Волинська область         | Луцьк, П'ятидні            | Президент ознайомився з роботою прикордонного пункту пропуску «Ягодин». Петро Порошенко дав старт роботі насіннєвого заводу ТОВ «П'ятидні». Президент зустрівся та поспілкувався з військовим Сергієм Торчинським. |
| 26 травня | Одеська область           | Одеса, Вилкове             | Президент відкрив Стамбульський парк. Петро Порошенко привітав з одруженням молодят — військового Сергія Тімановського та волонтерку Ірину Стасюк. Президент зустрівся з одеськими школярами та привітав їх із закінченням навчального року, а також ознайомився із ходом та результатами робіт із реконструкції позашкільного навчального закладу Міський оздоровчо-спортивний комплекс «Вікторія». Президент взяв участь у випробуваннях новітньої української ракетної техніки, а також у церемонії відкриття реконструйованої ділянки дороги Т-16-28 (М-15) село Спаське — місто Вилкове. |

### Червень
| Дата                  | Країна чи область України | Місце         | Деталі |
| --------------------- | ------------------------- | ------------- | --- |
| 14 червня             | Донецька область          | Покровськ     | Президент нагородив воїнів 72-ї окремої механізованої бригади, а також вручив нагороди військовим медикам. Петро Порошенко відвідав 66 військовий мобільний госпіталь. |
| 20 червня — 21 червня | США                       | Вашингтон     | Президент вшанував жертв Голодомору 1932-33 років в Україні та поспілкувався з українською громадою. Президент України Петро Порошенко провів у Білому Домі зустріч із Президентом Сполучених Штатів Америки Дональдом Трампом. Президент провів зустрічі з Державним секретарем США Рексом Тіллерсоном, Міністром оборони США Джеймсом Меттісом, Міністром енергетики США Ріком Перрі, Міністром торгівлі США Вілбуром Россом, Спікером Палати представників Полом Раяном, а також з членами Конгресу США. Президент провів зустрічі з Директором-розпорядником МВФ Крістін Лагард та Президентом групи Світового банку Джим Йонг Кімом. |
| 22 червня             | Бельгія                   | Брюссель      | Президент провів зустріч з Президентом Європейської Ради. Петро Порошенко взяв участь у Саміті Європейської народної партії. |
| 26 червня             | Франція                   | Париж, Санліс | Президент України Петро Порошенко провів зустрічі з Президентом Франції Еммануелем Макроном, Прем'єр-міністром Французької Республіки Едуардом Філіппом, Головою Сенату Франції Жераром Ларше. Петро Порошенко відвідав місто Санліс, де вшанував пам'ять Анни Київської — Королеви Франції та зустрівся з українською громадою Франції. Також Президент вшанував пам'ять жертв Голодомору в Україні 1932-33 років та поклав квіти до Меморіальної дошки. |

### Липень
| Дата                | Країна чи область України | Місце           | Деталі |
| ------------------- | ------------------------- | --------------- | --- |
| 1 липня             | Франція                   | Страсбург       | Президент України Петро Порошенко взяв участь у європейській церемонії вшанування пам'яті колишнього Федерального канцлера Федеративної Республіки Німеччина Гельмута Коля. |
| 12 липня            | Сумська область           | Суми            | Президент відкрив Центр надання соціальних, медичних та психологічних послуг учасникам АТО. Петро Порошенко зустрівся з волонтеркою, добровольцем-медиком, командиром медичного батальйону «Госпітальєри» Яною Зінкевич. Президент відкрив пам'ятний знак «Козацький хрест борцям за волю України». Петро Порошенко взяв участь у відкритті заводу ТОВ «Гуалапак Україна». |
| 14 липня            | Тернопільська область     | Тернопіль       | Петро Порошенко взяв участь у відкритті реконструйованого радіологічного корпусу Комунального закладу Тернопільської облради «Тернопільська університетська лікарня». Президент передав 18 службових автомобілів для потреб тернопільської поліції. Петро Порошенко у Тернополі відвідав родину учасника АТО Дмитра Мерзлікіна. |
| 14 липня            | Львівська область         | Львів           | Президент ознайомився з роботою Державного підприємства «Львівський бронетанковий завод» та поспілкувався з колективом заводу. |
| 17 липня            | Одеська область           | Одеса, Кучурган | Глава держави ознайомився з ходом навчань Sea Breeze 2017. Президент Петро Порошенко спільно з Прем'єр-міністром Молдови Павлом Філіпом запустив спільний митний та прикордонний контроль на пункті пропуску «Кучурган — Первомайськ». |
| 18 липня — 19 липня | Грузія                    | Тбілісі, Батумі | Глава української держави зустрівся з Президентом Грузії Георгі Маргвелашвілі, Прем'єр-міністром Георгі Квірікашвілі, Спікером Парламенту Іраклі Кобахідзе. Також Президент зустрівся з Головою Уряду Аджарії Зурабом Патардзе. Петро Порошенко відвідав Музей радянської окупації та поклав квіти до пам'ятника Тарасу Шевченку. Президенти України та Грузії відвідали лінію розмежування з окупованим Цхінвальським регіоном. Президент взяв участь в українсько-грузинському інвестиційному форумі. |

### Серпень
| Дата      | Країна чи область України | Місце                                               | Деталі |
| --------- | ------------------------- | --------------------------------------------------- | --- |
| 5 серпня  | Вінницька область         | Гавришівка, Вінниця                                 | Верховний Головнокомандувач здійснив переліт на бойовому винищувачі Міг-29 40-й бригади тактичної авіації на місці другого пілоту з аеродрому бригади у місті Васильків до військового аеродрому у селі Гавришівка. Петро Порошенко вручив високі державні нагороди бойовим льотчикам. Президент відвідав Центр реабілітації дітей та молоді з функціональними обмеженнями, а також ознайомився з ходом реконструкції проспекту Космонавтів у Вінниці.                                                                        |
| 21 серпня | Кіровоградська область    | Кропивницький                                       | Петро Порошенко взяв участь у відкритті 2-го корпусу Кіровоградської дитячої обласної лікарні. Президент відвідав Кіровоградський обласний госпіталь для ветеранів війни та вручив державні нагороди бійцям Сил спеціальних операцій. Петро Порошенко відвідав 3-й окремий полк спеціального призначення. |
| 22 серпня | Харківська область        | Ізюм                                                | Петро Порошенко під час робочої поїздки відкрив відремонтований міст через річку Сіверський Донець. Президент ознайомився з ходом виконання робіт із капітального ремонту автомобільної дороги М-03 «Київ — Харків — Довжанський». |
| 22 серпня | Луганська область         | Щастя, Сєвєродонецьк                                | Президент дав старт роботі радіотелевізійної передавальної станції. Петро Порошенко провів зустріч із представниками Спеціальної моніторингової місії ОБСЄ, які постійно ведуть спостереження у Станиці Луганській. Президент взяв участь в церемонії урочистого відкриття Луганського обласного академічного українського музично-драматичного театру. |
| 28 серпня | Донецька область          | Покровськ, Дружківка, Часів Яр, Бахмут, Краматорськ | Президент під час робочої поїздки до Донецької області взяв участь у відкритті трьох реконструйованих шкіл — Покровської загальноосвітньої школи І-ІІІ ступенів № 9, Дружківської загальноосвітньої школи І-ІІІ ступенів № 17 та Часовоярської загальноосвітньої школи І-ІІІ ступенів № 17. Петро Порошенко відкрив гуртожиток для студентів та викладачів Горлівського інституту іноземних мов Донбаського державного педагогічного університету. Президент заслухав доповідь про оперативну ситуацію в зоні проведення АТО. |
| 30 серпня | Львівська область         | Наварія, Броди                                      | Петро Порошенко взяв участь у церемонії відкриття Наварійської загальноосвітньої школи-гімназії І-ІІІ ступенів. Президент відвідав багатодітну родину Ігоря та Ольги Редьок. Глава держави оглянув ділянку дороги «Львів-Меденичі» поблизу села Наварія. Петро Порошенко під час робочої поїздки взяв участь у церемонії відкриття нових потужностей заводу «Електроконтакт Україна». |

### Вересень
| Дата                    | Країна чи область України | Місце                         | Деталі |
| ----------------------- | ------------------------- | ----------------------------- | --- |
| 1 вересня               | Харківська область        | Харків, Пісочин               | Петро Порошенко взяв участь у відкритті новозбудованої Пісочинської загальноосвітньої школи «Мобіль». Петро Порошенко ознайомився з роботою нового відділення інтенсивної терапії для новонароджених з екстремально низькою масою тіла. Президент відкрив Харківський регіональний центр надання послуг. Петро Порошенко провів зустріч з головними лікарями медичних закладів області. |
| 9 вересня               | Вінницька область         | Вінниця, Калинівка            | Глава держави разом з дружиною Мариною Порошенко відвідав Калинівську центральну районну лікарню. Президент вручив державні нагороди військовим Національної гвардії України на Вінниччині. Петро Порошенко оглянув ділянку відремонтованої дороги М-12 Стрий — Тернопіль — Кіровоград — Знам'янка. |
| 18 вересня — 21 вересня | США                       | Нью-Йорк                      | Петро Порошенко разом з дружиною Мариною зустрівся з лідерами української громади та представниками кримськотатарських організацій в США, президентське подружжя оглянуло Український музей. Президент провів зустріч з представниками міжнародних інвестиційних інституцій. Петро Порошенко відвідав Військову академію США «Вест-Пойнт». Президент України провів зустрічі з Президентом США, Президентом Фінляндії, Президентом Польщі, Президентом Австрії, Президентом Словаччини, Президентом Болгарії, Президентом Франції, Президентом Туреччини, а також Президентом Європейської Ради. Петро Порошенко провів зустріч з Федерікою Могеріні. Президент виступив на 72-й сесії Генеральної Асамблеї ООН. Петро Порошенко провів зустріч з представниками провідних американських компаній. Президент України Петро Порошенко провів зустріч з Генеральним секретарем ООН Антоніу Гутеррішем. |
| 22 вересня — 24 вересня | Канада                    | Торонто                       | Петро Порошенко разом з дружиною Мариною взяв участь в урочистій церемонії відкриття «Ігор нескорених». Президент провів зустріч з членами канадської парламентської групи дружби з Україною на чолі з Борисом Вжесневським. Петро Порошенко зустрівся з представниками канадського бізнесу. Президент України провів зустрічі з Прем'єром провінції Онтаріо та Міністром закордонних справ Канади. Петро Порошенко зустрівся з українською громадою Канади та вручив державні нагороди. Президент України Петро Порошенко провів зустріч з Прем'єр-міністром Канади Джастіном Трюдо. |
| 29 вересня              | Івано-Франківська область | Івано-Франківськ, Прикарпаття | Президент відкрив новий міст через річку Бистриця Солотвинська на автомобільній дорозі загального користування державного значення Н-10 Стрий — Чернівці — Мамалига. Петро Порошенко взяв участь у відкритті нового виробництва з виготовлення кабельних мереж для автомобільної індустрії концерну «LEONI». Президент відвідав новозбудований футбольний стадіон для дитячо-юнацького та аматорського футболу та вручив нагороди переможцям та призерам турніру «Кубок Хет-трик Арена». Петро Порошенко вязв участь у нараді з питань удосконалення державної політики у сфері лісового та мисливського господарства. |

### Жовтень
| Дата      | Країна чи область України | Місце     | Деталі |
| --------- | ------------------------- | --------- | --- |
| 4 жовтня  | Чернігівська область      | Чернігів  | Президент вручив сертифікати та ключі від квартир військовослужбовцям Державної спеціальної служби транспорту — учасникам АТО та членам їх сімей. Відвідав Чернігівську обласну лікарню, ознайомився з роботою цього лікувально-профілактичного закладу та поспілкувався з медичними працівниками. Президент зустрівся з колективом університету «Чернігівський колегіум» імені Т. Г. Шевченка і підписав Указ щодо присвоєння статусу «національного» цьому навчальному закладу. |
| 11 жовтня | Франція                   | Страсбург | Президент виступив на засіданні Парламентської асамблеї Ради Європи. Взяв участь у відкритті пам'ятної «Зірки Небесної Сотні» в Страсбурзі. Петро Порошенко провів переговори з Генеральним секретарем Ради Європи Турбйорном Ягландом. Президент зустрівся з новобраною Головою ПАРЄ Стеллою Кіріакідес. |
| 22 жовтня | Донецька область          | Авдіївка  | Президент поспілкувався із мешканцями Авдіївки. Петро Порошенко вручив нагороди військовослужбовцям, які захищають Україну. |

### Листопад
| Дата                        | Країна чи область України | Місце     | Деталі |
| --------------------------- | ------------------------- | --------- | --- |
| 31 жовтня — 1 листопада     | Саудівська Аравія         | Ер-Ріяд   | Президент України в рамках офіційного візиту до Королівства Саудівська Аравія провів зустріч із Королем Салманом бін Абдулазізом Аль Саудом. Провів переговори з Керуючим директором Публічного інвестиційного фонду Королівства Саудівська Аравія Ясіром бін Османом Ар-Румаяном. Президент України зустрівся із Генеральним секретарем Ради співробітництва арабських держав Перської затоки Абдулатіфом бін Рашидом Аз-Заяні. Глава Української держави нагородив Короля Саудівської Аравії за визначний особистий внесок у розвиток українсько-саудівських міждержавних відносин. Україна та Саудівська Аравія домовились про спрощення візового режиму. |
| 2 листопада                 | ОАЕ                       | Дубай     | Президент провів зустрічі з Віце-президентом, Прем'єр-міністром, Міністром оборони Об'єднаних Арабських Еміратів, правителем Емірату Дубай. Відбулася двостороння зустріч з Президентом Білорусі. Україна та ОАЕ домовилися про безвізовий режим. Петро Порошенко провів зустріч з керівником одного з найбільших у світі портових операторів «DP World» Султаном Ахмедом бін Сулаємом. |
| 16 листопада                | Донецька область          | Маріуполь | Президент взяв участь в урочистостях з нагоди Дня морської піхоти в ході робочої поїздки до Донецької області. Президент вручив бойовий прапор 503-му окремому батальйону морської піхоти ВМС. У Маріуполі Глава держави вручив високі державні нагороди військовослужбовцям бригади морської піхоти Військово-Морських Сил Збройних Сил України, Сил спеціальних операцій Збройних Сил України та військовослужбовцям Державної прикордонної служби України. Петро Порошенко відвідав Маріупольський загін морської охорони Державної прикордонної служби України, де взяв участь у проведенні ходових випробувань катера УМС-1000. |
| 20 листопада                | Дніпропетровська область  | Дніпро    | Петро Порошенко провів зустріч з активістами Революції Гідності та учасниками АТО, нагородив учасників Революції Гідності. Президент відвідав 19-й окремий мостовий загін 26-го об'єднаного загону Державної спеціальної служби транспорту, вручив військовослужбовцям сертифікати та ключі від квартир. Президент взяв участь в урочистому відкритті реконструйованої будівлі педіатричного корпусу комунального закладу «Дніпропетровський спеціалізований клінічний медичний центр матері та дитини імені професора М. Ф. Руднєва» Дніпропетровської обласної ради. |
| 23 листопада — 24 листопада | Бельгія                   | Брюссель  | Президент взяв участь у П'ятому саміті Східного партнерства. Президент України Петро Порошенко окремо зустрівся з: Його Величністю Королем Бельгійців Філіпом, Президентом Європейської Ради Дональдом Туском, Президентом Європейської народної партії Джозефом Долем, Президентом Азербайджанської Республіки Ільхамом Алієвим, Прем'єр-міністром Грузії Гіоргі Квірікашвілі, Президентом Європейської Комісії Жаном-Клодом Юнкером, Прем'єр-міністром Фінляндської Республіки, Прем'єр-міністром Бельгії Шарлем Мішелем, Президентом Румунії Клаусом Йоханнісом, Федеральним канцлером ФРН Ангелою Меркель, Прем'єр-міністром Словацької Республіки Робертом Фіцо, Прем'єр-міністром Королівства Данія, Прем'єр-міністром Королівства Швеція Стефаном Льовеном, Генеральним секретарем НАТО Єнсом Столтенбергом, Прем'єр-міністром Молдови Павлом Філіпом. |

### Грудень
| Дата                  | Країна чи область України | Місце           | Деталі |
| --------------------- | ------------------------- | --------------- | --- |
| 6 грудня              | Львівська область         | Львів, Старичі  | Президент передав воїнам Збройних Сил України сертифікати на 40 одиниць медичних машин «Хаммер». Під час урочистостей з нагоди Дня Збройних Сил України у Міжнародному центрі миротворчості та безпеки на Львівщині вручив українським воїнам високі державні нагороди та присвоїв військові звання. Президент ознайомився із продукцією підприємства ПрАТ «Концерн Електрон».                                                                               |
| 8 грудня              | Литва                     | Вільнюс         | Президент провів зустрічі з Президентом, Прем'єр-міністром та Спікером Сеймаса Литовської Республіки. Вручив високі державні нагороди Вітаутасу Ландсбергісу та Андрюсу Кубілюсу за визначний особистий внесок у розвиток українсько-литовських відносин. Президент зустрівся з українською громадою Литви та відкрив «Український сквер» у Вільнюсі. Петро Порошенко разом з Далею Грібаускайтє взяли участь у роботі Українсько-литовського бізнес-форуму. |
| 17 грудня — 18 грудня | Португалія                | Лісабон, Фатіма | Президент провів зустрічі з Президентом, Прем'єр-міністром та Головою Асамблеї Португалії. Україна та Португалія підписали Меморандум про взаєморозуміння у сферах енергоефективності, відновлюваної енергетики та альтернативних видів палива. Глава держави зустрівся з українською громадою Португалії. Петро Порошенко разом з дружиною відвідав центр паломництва «Фатіма».                                                                             |
| 28 грудня             | Одеська область           | Маяки, Окни     | Президент оглянув відремонтовану ділянку дороги М-15 Одеса — Рені. Зустрівся з Маяківською сільською об'єднаною територіальною громадою. Президент вручив сертифікат та ключі від нового будинку багатодітній родині. Глава держави взяв участь у відкритті відділення невідкладної медичної допомоги з кабінетом телеметричного консультування і діагностування в селищі Окни.                                                                              |